# Blepharipa angustifrons
Blepharipa angustifrons là một loài ruồi trong họ Tachinidae.